# Ira Heiden
Ira Mathew Heiden (Nova Iorque, 22 de Setembro de 1966) é um ator estadunidense.
É famoso pelo seu personagem chamado Will Stanton no filme A Nightmare on Elm Street 3: Dream Warriors. Outros papéis importantes incluem filmes como Elvira, Mistress of the Dark e Timelock.

## Filmografia
- Timelock (1996)
- Dangerous Touch (1994)
- Father of the Bride (1991)
- Zapped Again! (1990) (V)
- Elvira, Mistress of the Dark (1988)
- Illegally Yours (1988)
- Student Exchange (1987) (TV)
- A Nightmare on Elm Street 3: Dream Warriors (1987)
- The B.R.A.T. Patrol (1986) (TV)